# Langstieliger Knoblauchschwindling
Der Langstielige oder Saitenstielige Knoblauchschwindling (Mycetinis alliaceus, Syn. Marasmius alliaceus) ist ein in Mittel- und Westeuropa heimischer Pilz. Er gehört der Familie der Omphalotaceae an.

## Merkmale
Der Hut hat einen Durchmesser von 2–4 Zentimeter, ist oft runzelig, creme-, fleisch- bis ockerfarben (ganz jung auch schwarzbraun), der Rand ist fein gerieft. Die Lamellen sind weißlich bis cremefarben, schmal am Stiel angeheftet. Der Stiel ist 4–20 cm lang, 3–5 mm dick, starr, dunkelbraun bis schwarz und matt bereift. Meistens ist er mit einem Wurzelfortsatz im modernden Holz zu finden. Das Fleisch ist dünn, grau-beige, riecht und schmeckt stark nach Knoblauch, scharf. Das Sporenpulver ist weißlich.

## Ökologie
Man findet den Pilz auf Laub und totem Buchenholz, vorwiegend auf kalkreichem Boden, von Frühsommer bis Herbst.

## Bedeutung
Der Saitenstielige Knoblauchschwindling gilt als ungenießbar oder von nur mäßigem Speisewert. In sehr kleinen Mengen kann er als Würzpilz verwendet werden, ähnlich wie der bevorzugte Kleine Knoblauchschwindling. In größeren Mengen ist er möglicherweise unverträglich.